# Општина Смедеревска Паланка
Општина Смедеревска Паланка је општина у Подунавском округу у Шумадији, у централној Србији. Општина се на истоку граничи са општином Велика Плана, на северу са градом Смедеревом, на југозападу са општином Топола, на западу са градом Београдом, односно са његовом градском општином Младеновац и на југу са општином Рача. Површина општине износи 422 km² и по величини је 42. у Републици Србији.
Општина се налази на 44°23' северне географске ширине и 20°53' источне географске дужине, на надморској висини од 100 до 286 m, као ивични, североисточни предео Шумадије, који је познатији под именом Доња Јасеница, по реци Јасеници.
Северно и северозападно пружа се Подунавље, источно је долина Мораве са Поморављем, а јужно и западно овај крај се граничи Рудничким и Космајским крајем.
Смедеревска Паланка је српској историји подарила пар знаменитих људи, какви су били Станоје Главаш, Милоје Поповић Ђак (Ђакова буна), војводе Вулићевићи, Божидар Трудић али и пар значајнијих спортиста, међу којима су свакако најзначајнији Мирослав Мута Николић, Мирољуб Аранђеловић и Перица Огњеновић.
Седиште општине је градско насеље Смедеревска Паланка. Општина Смедеревска Паланка се састоји од 18 насеља: једног градског и 17 осталих насеља. Према подацима са последњег пописа 2022. године у општини је живело 42.192 становника (према попису из 2011. било је 50.284 становника).

## Насељена места у Општини Смедеревска Паланка
- Азања
- Баничина
- Бачинац
- Башин
- Влашки До
- Водице
- Глибовац
- Голобок
- Грчац
- Кусадак
- Мала Плана
- Мраморац
- Придворице
- Ратари
- Селевац
- Смедеревска Паланка
- Стојачак
- Церовац